# Unicum
L'Unicum (in alcuni paesi commercializzato col nome Zwack) è un amaro ungherese prodotto dall'azienda Zwack Unicum. Si consuma, generalmente, come aperitivo o digestivo o, più di rado, come ingrediente in alcuni cocktail. In Italia è distribuito, dal 2018, dall'azienda ILLVA Saronno.

## Storia

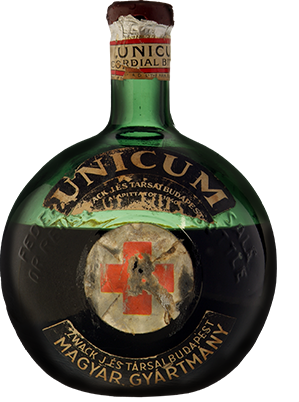
Bottiglia di Unicum del 1892

Secondo la leggenda, nel 1790 József Zwack diede originariamente la bevanda all'imperatore Giuseppe II d'Austria (figlio di Maria Teresa d'Asburgo), il quale dichiarò: 'Das ist ein Unikum!' (è una specialità!). Fu pertanto adottato quale liquore digestivo ufficiale dalla corte asburgica e la sua bottiglia venne autorizzata a fregiarsi della croce dorata su sfondo rosso. Durante il periodo comunista in Ungheria, Unicum fu prodotto seguendo una ricetta diversa. Dopo la caduta del comunismo,  Péter Zwack ritornò in Ungheria e riprese la produzione dell'Unicum secondo la ricetta originaria. Il liquore è oggi prodotto secondo una formula familiare segreta, che comprende più di quaranta piante medicinali e invecchia in barili di quercia.
Di recente sono state introdotte sul mercato anche delle nuove versioni, come ”Unicum Szilva", la cui ricetta principale è stata leggermente modificata con diminuzione alcolica e aromatizzata alle prugne, e "Unicum Barista" con una forte aromatizzazione al caffè.